# Cliff Letcher
Pour les articles homonymes, voir Letcher.
Cliff Letcher, né le 9 février 1952 à Pyramid Hill en Australie et mort le 31 décembre 2004, est un joueur de tennis australien.

## Carrière
Vainqueur de l'Open d'Australie juniors en 1971.
Joueur de Coupe Davis en 1976, 1977 (2 fois) et 1978 ; après 4 victoires consécutives en double et en simple il subit 4 défaites consécutives.

## Palmarès

### Titres en double (2)
| No | Date       | Nom et lieu du tournoi                                  | Catégorie | Dotation | Surface      | Partenaire    | Finalistes                | Score    |  |
| -- | ---------- | ------------------------------------------------------- | --------- | -------- | ------------ | ------------- | ------------------------- | -------- |  |
| 1  | 10-01-1977 | Marlboro South Australian Men's Tennis Classic Adélaïde |           | 75 000 $ | Gazon (ext.) | Dick Stockton | Syd Ball Kim Warwick      | 6-3, 6-4 |  |
| 2  | 07-01-1980 | Tournoi de tennis de Perth Perth                        |           | 25 000 $ | Dur (ext.)   | Syd Ball      | Dale Collings Dick Crealy | 6-3, 6-4 |  |

### Finales en double (9)
| No | Date       | Nom et lieu du tournoi                        | Catégorie  | Dotation  | Surface         | Vainqueurs                     | Partenaire   | Score         |          |
| -- | ---------- | --------------------------------------------- | ---------- | --------- | --------------- | ------------------------------ | ------------ | ------------- | -------- |
| 1  | 30-08-1976 | US Open Forest Hills                          | G. Chelem  | NC $      | Terre (ext.)    | Tom Okker Marty Riessen        | Paul Kronk   | 6-4, 6-4      | Parcours |
| 2  | 07-02-1977 | Tournoi de tennis de Miami Miami              |            | NC $      | NC              | Brian Gottfried Raúl Ramírez   | Paul Kronk   | 7-5, 6-4      |          |
| 3  | 08-03-1977 | Coliseum Mall International Hampton           |            | NC $      | Moquette (int.) | Sandy Mayer Stan Smith         | Paul Kronk   | 6-4, 6-3      |          |
| 4  | 16-05-1977 | Düsseldorf Grand Prix Düsseldorf              | Grand Prix | 75 000 $  | Terre (ext.)    | Jürgen Fassbender Karl Meiler  | Paul Kronk   | 6-3, 6-3      |          |
| 5  | 25-07-1977 | Tournoi de tennis de Louisville Louisville    |            | NC $      | NC              | John Alexander Phil Dent       | Chris Kachel | 6-1, 6-4      |          |
| 6  | 08-08-1977 | US Men's Clay Court Championship Indianapolis |            | 125 000 $ | Terre (ext.)    | Patricio Cornejo Jaime Fillol  | Dick Crealy  | 6-7, 6-4, 6-3 |          |
| 7  | 25-12-1978 | Australian Open Melbourne                     | G. Chelem  | 35 000 $  | Gazon (ext.)    | Wojtek Fibak Kim Warwick       | Paul Kronk   | 7-6, 7-5      | Parcours |
| 8  | 24-12-1979 | Australian Open Melbourne                     | G. Chelem  | 50 000 $  | Gazon (ext.)    | Peter McNamara Paul McNamee    | Paul Kronk   | 7-6, 6-2      | Parcours |
| 9  | 13-12-1982 | Robinson’s New South Wales Open Sydney        |            | 125 000 $ | Gazon (ext.)    | John Alexander John Fitzgerald | Craig Miller | 6-4, 7-6      | Parcours |

## Parcours dans les tournois duGrand Chelem

### En simple
| Année | Open d'Australie | Open d'Australie | Internationaux de France | Internationaux de France | Wimbledon       | Wimbledon     | US Open         | US Open   | Open d'Australie | Open d'Australie |
| ----- | ---------------- | ---------------- | ------------------------ | ------------------------ | --------------- | ------------- | --------------- | --------- | ---------------- | ---------------- |
| 1972  | 2e tour (1/16)   | J.-P. Meyer      | —                        | —                        | —               | —             | —               | —         | n.o.             | n.o.             |
| 1973  | 2e tour (1/16)   | G. Goven         | —                        | —                        | 2e tour (1/32)  | J. Feaver     | —               | —         | n.o.             | n.o.             |
| 1974  | 1er tour (1/32)  | I. Fletcher      | —                        | —                        | —               | —             | —               | —         | n.o.             | n.o.             |
| 1975  | 1/8 de finale    | A. Metreveli     | —                        | —                        | —               | —             | —               | —         | n.o.             | n.o.             |
| 1976  | 1er tour (1/32)  | S. Smith         | —                        | —                        | —               | —             | 1er tour (1/64) | B. Borg   | n.o.             | n.o.             |
| 1977  | 2e tour (1/16)   | H. Pfister       | —                        | —                        | 1er tour (1/64) | E. Teltscher  | 1er tour (1/64) | Z. Guerry | 1/8 de finale    | J. Lloyd         |
| 1978  | n.o.             | n.o.             | 1er tour (1/64)          | Ti. Gullikson            | 1er tour (1/64) | F. McNair     | —               | —         | 1er tour (1/32)  | B. Mitton        |
| 1979  | n.o.             | n.o.             | —                        | —                        | 3e tour (1/16)  | Ti. Gullikson | —               | —         | 1er tour (1/32)  | U. Marten        |
| 1980  | n.o.             | n.o.             | —                        | —                        | —               | —             | —               | —         | —                | —                |
| 1981  | n.o.             | n.o.             | —                        | —                        | 2e tour (1/32)  | R. Frawley    | —               | —         | 1/8 de finale    | M. Edmondson     |
| 1982  | n.o.             | n.o.             | —                        | —                        | —               | —             | —               | —         | 1er tour (1/64)  | H. Pfister       |

N.B. : à droite du résultat se trouve le nom de l'ultime adversaire.

### En double
| Année | Open d'Australie                                                                   | Open d'Australie                                                             | Internationaux de France                                                    | Internationaux de France                                                         | Wimbledon                                                                         | Wimbledon                                                                          | US Open                                                                         | US Open                                                                            | Open d'Australie                                                            | Open d'Australie |
| ----- | ---------------------------------------------------------------------------------- | ---------------------------------------------------------------------------- | --------------------------------------------------------------------------- | -------------------------------------------------------------------------------- | --------------------------------------------------------------------------------- | ---------------------------------------------------------------------------------- | ------------------------------------------------------------------------------- | ---------------------------------------------------------------------------------- | --------------------------------------------------------------------------- | ---------------- |
| 1972  | 1er tour (1/16) R. Frawley \|\| style="text-align:left;" \| R. Case G. Masters     | —                                                                            | —                                                                           | —                                                                                | —                                                                                 | —                                                                                  | —                                                                               | n.o.                                                                               | n.o.                                                                        |                  |
| 1973  | 1er tour (1/16) R. Frawley \|\| style="text-align:left;" \| P. Dominguez P. Proisy | —                                                                            | —                                                                           | 2e tour (1/16) W. Durham \|\| style="text-align:left;" \| J. Clifton S. Matthews | —                                                                                 | —                                                                                  | n.o.                                                                            | n.o.                                                                               |                                                                             |                  |
| 1974  | 2e tour (1/16) W. Durham \|\| style="text-align:left;" \| R. Case G. Masters       | —                                                                            | —                                                                           | —                                                                                | —                                                                                 | —                                                                                  | —                                                                               | n.o.                                                                               | n.o.                                                                        |                  |
| 1975  | 1/8 de finale W. Durham \|\| style="text-align:left;" \| J. Alexander P. Dent      | —                                                                            | —                                                                           | —                                                                                | —                                                                                 | —                                                                                  | —                                                                               | n.o.                                                                               | n.o.                                                                        |                  |
| 1976  | 1/8 de finale W. Durham \|\| style="text-align:left;" \| D. Crealy P. Dent         | —                                                                            | —                                                                           | —                                                                                | —                                                                                 | Finale P. Kronk                                                                    | M. Riessen T. Okker                                                             | n.o.                                                                               | n.o.                                                                        |                  |
| 1977  | 1er tour (1/16) P. Kronk \|\| style="text-align:left;" \| J. Alexander P. Dent     | 2e tour (1/16) P. Kronk \|\| style="text-align:left;" \| Á. Fillol J. Fillol | 2e tour (1/16) P. Kronk \|\| style="text-align:left;" \| S. Ball K. Warwick | 1/4 de finale P. Kronk \|\| style="text-align:left;" \| B. Hewitt F. McMillan    | 1/2 finale S. Smith \|\| style="text-align:left;" \| R. Ruffels A. Stone          |                                                                                    |                                                                                 |                                                                                    |                                                                             |                  |
| 1978  | n.o.                                                                               | n.o.                                                                         | —                                                                           | —                                                                                | 2e tour (1/16) C. Dibley \|\| style="text-align:left;" \| W. Fibak T. Okker       | —                                                                                  | —                                                                               | Finale P. Kronk                                                                    | W. Fibak K. Warwick                                                         |                  |
| 1979  | n.o.                                                                               | n.o.                                                                         | —                                                                           | —                                                                                | 1/4 de finale P. Kronk \|\| style="text-align:left;" \| B. Gottfried R. Ramírez   | —                                                                                  | —                                                                               | Finale P. Kronk                                                                    | P. McNamara P. McNamee                                                      |                  |
| 1980  | n.o.                                                                               | n.o.                                                                         | —                                                                           | —                                                                                | 1er tour (1/32) P. Kronk \|\| style="text-align:left;" \| K. Warwick M. Edmondson | —                                                                                  | —                                                                               | 1/8 de finale S. Ball \|\| style="text-align:left;" \| R. Frawley C. Lewis         |                                                                             |                  |
| 1981  | n.o.                                                                               | n.o.                                                                         | —                                                                           | —                                                                                | 1er tour (1/32) S. Ball \|\| style="text-align:left;" \| P. McNamara P. McNamee   | 1er tour (1/32) M. Edmondson \|\| style="text-align:left;" \| A. Andrews D. Gitlin | 1/8 de finale C. Lewis \|\| style="text-align:left;" \| M. Edmondson K. Warwick |                                                                                    |                                                                             |                  |
| 1982  | n.o.                                                                               | n.o.                                                                         | —                                                                           | —                                                                                | 2e tour (1/16) R. Lewis \|\| style="text-align:left;" \| D. Dowlen N. Odizor      | —                                                                                  | —                                                                               | 2e tour (1/16) D. Collings \|\| style="text-align:left;" \| S. Denton M. Edmondson |                                                                             |                  |
| 1983  | n.o.                                                                               | n.o.                                                                         | —                                                                           | —                                                                                | —                                                                                 | —                                                                                  | —                                                                               | —                                                                                  | 2e tour (1/16) S. Ball \|\| style="text-align:left;" \| D. Graham L. Warder |                  |

N.B. : le nom du ou de la partenaire se trouve sous le résultat ; les noms des ultimes adversaires se trouvent à droite.